# تشارلز إل. مكغاها
تشارلز إل. مكغاها (بالإنجليزية: Charles L. McGaha)‏ هو عسكري أمريكي، ولد في 26 فبراير 1914 في Cosby, Tennessee ‏ في الولايات المتحدة، وتوفي في 8 أغسطس 1984.